# Dipteridaceae
Dipteridaceae is een kleine familie van twee recente geslachten en elf of twaalf recente soorten varens, die verspreid zijn over tropische streken van Zuidoost-Azië.
Fossielen van Dipteridaceae worden voor het eerst aangetroffen in het boven-Trias (228 tot 200 miljoen jaar geleden).

## Naamgeving enetymologie
- Engels: Umbrella ferns

De familie Dipteridaceae is vernoemd naar het geslacht Dipteris.

## Kenmerken
Dipteridaceae zijn vaatplanten met een zeer duidelijke generatiewisseling. De sporofyten bezitten goed ontwikkelde wortels, stengels en macrofyllen (bladen met vertakte nerven) en een uitgebreid systeem van vaatbundels. De gametofyten zijn veel kleiner en bestaan uit niet meer dan een prothallium.
Ze bezitten lange, kruipende rizomen, bezet met haren. De stengels zijn solenostelisch of protostelisch met één centrale vaatbundel die zich naar de top toe opsplitst. De bladen zijn monomorf of dimorf, in het laatste geval zijn ten minste de steriele bladen (trofoforen) handvormig samengesteld met twee of meer gelijkvormige deelblaadjes.
De sporenhoopjes of sori liggen verspreid op de onderzijde van het blad en zijn weinig opvallend of (bij dimorfe bladen) bedekken het volledige fertiele blad (sporofoor). Ze dragen geen of onvolledige dekvliesjes. De sporendoosjes of sporangia staan op steeltjes en bezitten een bijna verticale of licht schuine annulus (een lijn van bijzondere, verdikte cellen van de sporangiumsteel tot de top, die een rol speelt bij het openen van het sporendoosje). De sporen zijn bolvormige monosporen of kubusvormige tetrasporen.

## Habitaten verspreiding
De familie omvat enkel terrestrische, tropische soorten met een verspreidingsgebied over India, Zuidoost-Azië, Zuidoost-China, het zuiden van Japan en de eilandengroepen van Maleisië tot Melanesië en het westen van Polynesië (Samoa).

## Taxonomie
In de taxonomische beschrijving van Smith en anderen uit 2006 is de familie Dipteridaceae naast Gleicheniaceae en Matoniaceae opgenomen in de orde Gleicheniales.
Volgens diezelfde auteurs omvat de familie twee recente geslachten met in totaal elf soorten, waarbij ook alle soorten van de voormalige familie Cheiropleuriaceae. De familie vormt in deze samenstelling een monofyletische groep.
Daarnaast worden in de familie Dipteridaceae enkele fossiele geslachten geplaatst.
- Familie: Dipteridaceae
  - Geslachten:
    - Cheiropleuria
    - Dictyophyllum †
    - Dipteris
    - Hausmannia †

Geslacht: Cheiropleuria

Soorten: C. bicuspis · C. integrifolia · C. parva · C. tricuspe · C. vespertilio

Geslacht: Dictyophyllum †

Soorten: D. acutilobum · D. bremerense · D. davidii · D. irregularis · D. nilssonii · D. rugosum · D. shirleyi

Geslacht: Dipteris

Soorten: D. chinensis · D. conjugata · D. lobbiana · D. nieuwenhuisii · D. novoguineensis · D. papilioniformis · D. quinquefurcata · D. wallichii 

Geslacht: Hausmannia †

Soorten: H. bipartita · H. buchii · H. crenata · H. deferrariisii · H. dentata · H. dichotoma · H. fisheri · H. forchhammeri · H. indica · H. kohlmannii · H. montanensis · H. morinii · H. papilio · H. rigida · H. sinensis · H. ussuriensis